# Даниил Краснов
Даниил Василевич Краснов (на руски: Даниил Васильевич Краснов) е руски офицер, генерал-лейтенант. Участник в Руско-турската война (1877 – 1878).

## Биография
Даниил Краснов е роден през 1817 г. в Русия в семейството на редови донски казак в Област на Донската войска. Ориентира се към военното поприще според казашката традиция. Постъпва на военна служба в 34-ти Донски казашки полк (1834).
Участва в Кавказката война състава на 28-и Донски казашки полк. Произведен е в първо офицерско звание хорунджий.
За отличие в Унгарския поход (1848 – 1849) е награден с орден „Свети Георги“ IV ст. (1849).
Командир на сотня в 39-и Донски казашки полк по време на потушаването на Полското въстание (1863 – 1864). Повишен е във военно звание полковник.
Участва в Руско-турската война (1877 – 1878). В началото на войната е командир на 26-и Донски казашки полк от състава на Предния руски отряд с командир генерал-лейтенант Йосиф Гурко. Бие се храбро при освобождението на Търново. Участва в преминаването на Стара планина, битката при село Оризари и битката при Стара Загора. При последната е командир и на 8 роти от Българското опълчение с 4 оръдия. Повишен е във военно звание генерал-майор (от 1877 г.
В състава на Сборния отряд с командир генерал-майор Александър Имеретински се проявява в действията срещу Осман паша при Ловеч на 23 август 1877 г. и при атаката на Зелените хълмове Плевен. Назначен е за походен атаман на Донската казашка войска.
Участва в състава на Западния отряд с командир генерал-лейтенант Йосиф Гурко в зимното преминаване на Стара планина, освобождението на Етрополе, битката при село Брестник, битката при Пловдив и битката при Караагач. Награден е с Орден „Свети Георги“ III ст. Генерал-майор Даниил Краснов е сред руските командири, които преминават най-трудните и опасни пътища на войната.
След войната продължава службата си в Руската армия. Командир на 2-ра бригада от 7-а Кавалерийска дивизия (1879 – 1889). Излиза в оставка по здравословни причини с повишение във военно звание генерал-лейтенант от 1889 г.
Умира на 14 март 1893 г. в Новочеркаск.